# Viktor Bergholt
Viktor Siersbæk Bergholt (født 30. maj 2001) er en dansk håndboldspiller, der spiller for Skjern Håndbold.
Han er bror til sin holdkammerat Emil Bergholt.
Han kommer fra Skjern Håndbolds akademi og skiftede til HF Mors i 2019. I 2020 blev han en del af førsteholdstruppen. I 2024 vendte han tilbage til Skjern Håndbold. Fra 2025-26 sæsonen skifter han til SønderjyskE i jagten på mere fast spilletid.

## Eksterne links
- Hbold.dk profil
- Skjern Håndbold profil